# Druivenkoers 2009
La Druivenkoers 2009, quarantanovesima edizione della corsa, valida come evento dell'UCI Europe Tour 2009 categoria 1.1, si svolse il 26 agosto 2009 su un percorso di 198,3 km. Fu vinta dal lettone Aleksejs Saramotins, che terminò la gara in 4h39'06" alla media di 42,641 km/h.
Al traguardo furono 59 i ciclisti che portarono a termine il percorso.

## Ordine d'arrivo (Top 10)
| Pos. | Corridore           | Squadra         | Tempo    |
| ---- | ------------------- | --------------- | -------- |
| 1    | Aleksejs Saramotins | Designa Køkken  | 4h39'06" |
| 2    | Bert De Waele       | Landbouwkrediet | s.t.     |
| 3    | Bert Scheirlinckx   | Landbouwkrediet | s.t.     |
| 4    | Maarten Neyens      | Topsport Vl.    | a 8"     |
| 5    | Rob Ruijgh          | Vacansoleil     | a 10"    |
| 6    | Frederik Veuchelen  | Vacansoleil     | a 12"    |
| 7    | Alexander Kristoff  | Joker           | a 27"    |
| 8    | Stefan van Dijk     | Verandas Will.  | s.t.     |
| 9    | Robert Retschke     | Differdange     | s.t.     |
| 10   | Steven Van Vooren   | An Post         | s.t.     |